# Chương trình Xây dựng nông thôn (Việt Nam Cộng hòa)
Chương trình Xây dựng nông thôn là một nỗ lực trong cuộc Chiến tranh Việt Nam của Việt Nam Cộng hòa nhằm củng cố miền quê và tranh thủ niềm tin của dân chúng trong cuộc tranh chấp uy tín với Mặt trận Dân tộc Giải phóng miền Nam Việt Nam.

## Lịch sử
Sau khi Đệ Nhất Cộng hòa Việt Nam bị lật đổ thì chánh sách Ấp chiến lược để đối phó với Mặt trận Dân tộc Giải phóng miền Nam cũng phải thay đổi. Chánh quyền Đệ Nhị Cộng hòa đề ra Chương trình Xây dựng nông thôn để thay thế. Hai mục đích chánh là củng cố bộ máy chánh trị Việt Nam Cộng hòa ở miền quê và phát triển đời sống người dân nông thôn.
Chương trình này chánh thức ra đời vào tháng Hai năm 1966 thuộc Bộ Xây dựng Nông thôn. Chánh phủ đã đào tạo 23.000 cán bộ tuyển từ dân quê để theo học khóa huấn luyện 13 tuần. Cơ sở huấn luyện đặt ở Cát Lở, Vũng Tàu.
Học xong thì cán bộ được bổ nhiệm nhiệm vụ làm việc ở những vùng quê an ninh để mở ty y tế, phổ biến thông tin chánh trị, giúp phát triển kinh tế, thu thập dân số. Mỗi tỉnh có một đoàn cán bộ, chia thành từng nhóm 10-30 người. Vấn đề an ninh chủ yếu dựa vào Địa phương quân nhưng cán bộ Xây dựng Nông thôn cũng được võ trang để tự vệ.